# Supercoppa UEFA 2023
La Supercoppa UEFA 2023 è stata la 48ª edizione della Supercoppa UEFA e si è disputata allo stadio Geōrgios Karaiskakīs, a Il Pireo, in Grecia. A contendersela sono stati i vincitori della UEFA Champions League 2022-2023, gli inglesi del Manchester City, e quelli della UEFA Europa League 2022-2023, gli spagnoli del Siviglia.
Il trofeo è stato conquistato dagli inglesi del Manchester City per 5-4 ai tiri di rigore dopo l'1-1 dei tempi regolamentari, al primo successo nella competizione.
A partire da questa edizione la UEFA ha deciso di abolire i tempi supplementari in caso di parità dopo quelli regolamentari, con l'incontro deciso direttamente ai tiri di rigore.

## Partecipanti
| Squadre         | Qualificazione                                   | Partecipazioni precedenti (il grassetto indica la vittoria) |
| --------------- | ------------------------------------------------ | ----------------------------------------------------------- |
| Manchester City | Vincitrice della UEFA Champions League 2022-2023 | Nessuna                                                     |
| Siviglia        | Vincitrice della UEFA Europa League 2022-2023    | 6 (2006, 2007, 2014, 2015, 2016, 2020)                      |

## Contesto
Allo stadio Geōrgios Karaiskakīs del Pireo va in scena la finale tra il Manchester City, alla prima presenza nella competizione, e il Siviglia, che è invece alla sua settima finale dopo l'ultima sconfitta del 2020. L'allenatore degli inglesi, Guardiola, schiera la squadra col 4-2-3-1: davanti al portiere Ederson, la linea difensiva a quattro è formata da Aké e dal capitano Walker come terzini, e da Gvardiol e Akanji come difensori centrali. In mediana Rodri è supportato da Kovačić, mentre il trio di trequartisti è composto da Grealish, Foden e Palmer, dietro all'unica punta Haaland. Il tecnico degli spagnoli, Mendilibar, adotta lo stesso modulo degli avversari: davanti a Bounou, il quartetto difensivo è costituito dal capitano Navas e Acuña come terzini, e da Gudelj e Badé come difensori centrali. In mediana Jordán è affiancato da Rakitić, mentre il trio di trequartisti è formato da Ocampos, Torres e Lamela a supporto dell'unico centravanti En-Nesyri.

## La partita
Le prime due occasioni della gara sono entrambe appannaggio del Manchester City, prima con un sinistro da fuori area di Palmer e poi con un colpo di testa da parte di Aké, su cross dello stesso esterno inglese, sventati dalle rispettive parate di Bounou. Dopo un altro tentativo degli inglesi con un destro a giro di Grealish, parato dal portiere marocchino, gli spagnoli passano sorprendentemente in vantaggio al primo vero affondo con En-Nesyri, che al 25' raccoglie un traversone di Acuña e con un imperioso colpo di testa insacca in rete alle spalle di Ederson, sovrastando in altezza sia Aké che Gvardiol e firmando così l'1-0. I britannici provano subito a reagire, ma né Kovačić, né Palmer, riescono a ribadire in rete da pochi metri un insidioso cross di Grealish, chiudendo dunque la prima frazione di gioco con gli iberici avanti di misura.
In avvio di secondo tempo, gli andalusi sfiorano il raddoppio grazie al contropiede di Ocampos, il quale pesca in profondità En-Nesyri, che a tu per tu con Ederson calcia di prima intenzione, trovando tuttavia questa volta l'ottima opposizione del portiere brasiliano. I mancuniani sembrano faticare nel creare azioni pericolose, ma al 63' pervengono comunque al pareggio con un gran colpo di testa di Palmer, che converte in rete un perfetto cross di Rodri dalla trequarti. Dopo appena un minuto, gli spagnoli sprecano un'incredibile occasione per il nuovo sorpasso con En-Nesyri, che, servito da Ocampos, si trova nuovamente dinanzi ad Ederson, ma quest'ultimo lo anticipa in uscita, chiudendogli lo specchio della porta. Gli inglesi rispondono immediatamente con Palmer, che dribbla Acuña e scocca il sinistro a giro, neutralizzato però da Bounou. Dopo un ultimo tentativo di marca britannica con un colpo di testa di Aké, avvenuto sugli sviluppi di una punizione battuta da Foden e conseguentemente parato da Bounou, il confronto si dilunga quindi ai tiri di rigore sul risultato di 1-1.
Dal dischetto, entrambe le squadre realizzano i loro primi quattro penalty: per il Manchester City vanno a segno Haaland, Álvarez, Kovačić e Grealish, mentre per il Siviglia sono Ocampos, Mir, Rakitić e Montiel a trasformare dagli undici metri. Nell'ultima coppia di tiri, Walker supera Bounou, mentre Gudelj colpisce in pieno la traversa, consentendo così agli inglesi di vincere il trofeo per la prima volta in assoluto. Gli spagnoli invece incrementano il record di sconfitte nella competizione, arrivando a quota sei, tra l'altro consecutive.

## Tabellino

### Dettagli
La squadra "di casa" (ai fini amministrativi) è stata la vincitrice della UEFA Champions League.
| Arbitro: | François Letexier |

|                                         |                      |                                    |
| Palmer 63’                              | Marcatori            | 25’ En-Nesyri                      |
| Haaland Álvarez Kovačić Grealish Walker | Tiri di rigore 5 – 4 | Ocampos Mir Rakitić Montiel Gudelj |

| Manchester City | Siviglia |

| P               | 31 | Ederson         |  |     |
| D               | 2  | Kyle Walker     |  |     |
| D               | 25 | Manuel Akanji   |  |     |
| D               | 24 | Joško Gvardiol  |  |     |
| D               | 6  | Nathan Aké      |  |     |
| C               | 8  | Mateo Kovačić   |  |     |
| C               | 16 | Rodri           |  |     |
| C               | 80 | Cole Palmer     |  | 85’ |
| C               | 47 | Phil Foden      |  |     |
| C               | 10 | Jack Grealish   |  |     |
| A               | 9  | Erling Haaland  |  |     |
| A disposizione: |    |                 |  |     |
| P               | 18 | Stefan Ortega   |  |     |
| P               | 33 | Scott Carson    |  |     |
| D               | 3  | Rúben Dias      |  |     |
| D               | 5  | John Stones     |  |     |
| D               | 14 | Aymeric Laporte |  |     |
| D               | 21 | Sergio Gómez    |  |     |
| D               | 82 | Rico Lewis      |  |     |
| C               | 4  | Kalvin Phillips |  |     |
| C               | 32 | Máximo Perrone  |  |     |
| C               | 87 | James McAtee    |  |     |
| A               | 19 | Julián Álvarez  |  | 85’ |
| A               | 52 | Oscar Bobb      |  |     |
| Allenatore:     |    |                 |  |     |
| Josep Guardiola |    |                 |  |     |

| P                    | 13 | Yassine Bounou    |     |       |
| D                    | 16 | Jesús Navas       |     | 83’   |
| D                    | 22 | Loïc Badé         | 33’ |       |
| D                    | 6  | Nemanja Gudelj    |     |       |
| D                    | 19 | Marcos Acuña      |     |       |
| C                    | 8  | Joan Jordán       |     |       |
| C                    | 10 | Ivan Rakitić      |     |       |
| C                    | 5  | Lucas Ocampos     |     |       |
| C                    | 21 | Óliver Torres     |     | 74’   |
| C                    | 17 | Erik Lamela       | 62’ | 90+3’ |
| A                    | 15 | Youssef En-Nesyri |     | 90+3’ |
| A disposizione:      |    |                   |     |       |
| P                    | 1  | Marko Dmitrović   |     |       |
| D                    | 2  | Federico Gattoni  |     |       |
| D                    | 3  | Adrià Pedrosa     |     |       |
| D                    | 4  | Gonzalo Montiel   |     | 83’   |
| D                    | 27 | Kike Salas        |     |       |
| C                    | 18 | Djibril Sow       |     |       |
| C                    | 24 | Alejandro Gómez   |     |       |
| C                    | 26 | Juanlu Sánchez    | 90’ | 74’   |
| C                    | 28 | Manu Bueno        |     |       |
| A                    | 7  | Suso              |     | 90+3’ |
| A                    | 9  | Rafa Mir          |     | 90+3’ |
| A                    | 11 | Jesús Corona      |     |       |
| Allenatore:          |    |                   |     |       |
| José Luis Mendilibar |    |                   |     |       |

| Assistenti arbitrali: Cyril Mugnier (Francia) Mehdi Rahmouni (Francia) Quarto ufficiale: Espen Eskås (Norvegia) VAR: Jérôme Brisard (Francia) Assistenti al VAR: Eric Wattellier (Francia) Fedayi San (Svizzera) | Regole dell'incontro: - due tempi regolamentari da 45 minuti ciascuno; - tiri di rigore in caso di parità; inizialmente cinque per squadra, e a oltranza fino a spareggio in caso di ulteriore parità; - numero massimo di 23 giocatori per squadra a referto (11 in campo e 12 come potenziali sostituti); - cinque sostituzioni permesse. |

## Statistiche
| Statistiche       | Manchester City | Siviglia |
| ----------------- | --------------- | -------- |
| Reti segnate      | 0               | 1        |
| Tiri totali       | 9               | 4        |
| Tiri in porta     | 3               | 1        |
| Parate            | 0               | 3        |
| Possesso palla    | 72%             | 28%      |
| Calci d'angolo    | 4               | 0        |
| Falli commessi    | 1               | 9        |
| Fuorigioco        | 0               | 3        |
| Cartellini gialli | 0               | 1        |
| Cartellini rossi  | 0               | 0        |

| Statistiche       | Manchester City | Siviglia |
| ----------------- | --------------- | -------- |
| Reti segnate      | 1               | 0        |
| Tiri totali       | 14              | 4        |
| Tiri in porta     | 4               | 3        |
| Parate            | 3               | 3        |
| Possesso palla    | 69%             | 31%      |
| Calci d'angolo    | 4               | 0        |
| Falli commessi    | 4               | 5        |
| Fuorigioco        | 0               | 0        |
| Cartellini gialli | 0               | 2        |
| Cartellini rossi  | 0               | 0        |

| Statistiche       | Manchester City | Siviglia |
| ----------------- | --------------- | -------- |
| Reti segnate      | 1               | 1        |
| Tiri totali       | 23              | 8        |
| Tiri in porta     | 7               | 4        |
| Parate            | 3               | 6        |
| Possesso palla    | 71%             | 29%      |
| Calci d'angolo    | 8               | 0        |
| Falli commessi    | 5               | 14       |
| Fuorigioco        | 0               | 3        |
| Cartellini gialli | 0               | 3        |
| Cartellini rossi  | 0               | 0        |